# Иља Захаров
Иља Леонидович Захаров (рус. Илья Леонидович Захаров; Лењинград, 2. мај 1991) елитни је руски скакач у воду и члан репрезентације Русије. Један је од најбољих руских скакача, олимпијски, светски и вишеструки европски и национални првак. Његова специјалност су појединачни и синхронизовани скокови са даске са висине од 3 метра. 
Највећи успех у каријери остварио је на ЛОИ 2012. у Лондону када је освојио златну олимпијску медаљу у скоковима са даске са висине од 3 метра, те сребро у синхронизованим скоковима у дисциплини даска 3 м у пару са Јевгенијем Кузњецовим. Био је део руског олимпијског тима и на ЛОИ 2016. у Рију.
У пару са Кузњецовим освојио је и титулу светског првака у дисциплини синхронизованим скоковима са даске на СП 2017. у Будимпешти. Пре светског злата на светским првенствима освојио је још 5 сребрних медаља.
Међународна федерација водених спортова ФИНА прогласила је Захарова најбољим светским скакачем у воду за 2012. годину.